# Fatoumata Batouly Niane
Pour les articles homonymes, voir Niane.
 (décembre 2023).
Fatoumata Batouly Niane, née le 26 avril 1989 à Kayes au Mali, est une philanthrope et influenceuse malienne.
Elle est la présidente et fondatrice d'un mouvement appelé An Bi Ko.

## Biographie
Fatoumata Niane étudie au lycée Pie 12 de Koulikoro[Quand ?], puis elle fréquente l’ENA[Lequel ?][Quand ?] et obtient un DEUG[Lequel ?][Quand ?]. Elle poursuit ses études à la « Hospitality and Commercial College » en Afrique du Sud[Quand ?], où elle obtient une licence et un master[source insuffisante] en communication marketing management[Lequel ?][source insuffisante].

## Activiste
Fatoumata Niane est nommée présidente[Quand ?] de la fondation MA par son oncle, l'homme d’affaires Aliou Boubacar Diallo.
Très vite[Quand ?] elle crée sa propre fondation An Bi Ko (« Nous te suivons ») en bambara, qui se concentre sur des actions de solidarité envers les plus démunis, en particulier les jeunes et les femmes, mais aussi des voitures de luxe aux influenceurs et divers matériels à une église et une mosquée.
En 2023, elle s'engage pour le oui au référendum pour la nouvelle constitution.

## Polémiques
Il y a des interrogations sur l'origine de la fortune de Fatoumata Niane. Elle est devenue célèbre après le coup d'État de 2020 et son activité suscite des questions sur l'origine de sa fortune, ce qu'elle n'a jamais clarifié,.